# Kena: Bridge of Spirits
Kena: Bridge of Spirits ist ein von Ember Lab entwickeltes und vermarktetes Videospiel des Genres Action-Adventure. Das Spiel wurde im September 2021 für PlayStation 4, PlayStation 5 sowie Microsoft Windows veröffentlicht.

## Handlung
Das junge Mädchen Kena ist eine sogenannte Seelenführerin, deren Aufgabe es ist, die Seelen der Verstorbenen friedlich in das Jenseits zu begleiten. Stirbt jemand mit ungelösten Problemen oder Traumata, ist deren Geist zwischen dem Reich der Lebenden und Toten gefangen. Kenas Aufgabe ist es dann, diese Probleme zu lösen und so die Ruhe der Toten zu wahren. Zu Beginn des Spiels reist Kena auf der Suche nach einem heiligen Schrein in ein verlassenes Dorf.  Dort wird sie mit einem mysteriösen Fluch konfrontiert, der die umherwandelnden Geister in Monster verwandelt und sie muss diesen brechen.
Im Spiel reist eine junge Geistführerin namens Kena zu einem verlassenen Dorf auf der Suche nach dem heiligen Bergschrein. Auf dem Weg zum Dorf begegnet sie einem mächtigen, maskierten Geist, der sich als Verursacher der Korruption im Wald entpuppt, die ihn zum Verfall zwingt und tödliche Monster auf das Land loslässt. Kena besteht darauf, dass sie seinem Geist helfen kann, weiterzuziehen, aber er weigert sich und geht. Im Dorf trifft Kena den ehemaligen Ältesten Zajuro, der ihr mitteilt, dass sie den gefangenen Geistern helfen muss, bevor ihr der Weg zum Schrein gewährt wird.
Kena folgt den Geistern von zwei kleinen Kindern, Saiya und Beni, deren älterer Bruder Taro ein ruheloser Geist ist, der darum kämpft, weiterzukommen. Nachdem sie Relikte von Taros Erinnerungen entdeckt hat, besiegt Kena das Verderben, das ihn befallen hat. Taro erzählt ihr, dass er, nachdem eine Krankheit seine Eltern tötete und sich im Dorf ausbreitete, mit seinen Geschwistern bei Rusu Hilfe suchte, doch sie wurden aufgefordert, ins Dorf zurückzukehren. Auf dem Rückweg wurde Taro Zeuge der Explosion des Bergheiligtums, deren Auswirkung das Dorf auslöschte.
Nachdem Kena die Relikte von Adiras Erinnerungen gefunden hat, erzählt Adira ihr, dass sie und Hana herausgefunden hatten, wie man die Energie des Berges im Herzen des Dorfes bündeln kann, aber sie hatte begonnen zu schwinden. Als sich die Krankheit im Dorf ausbreitete, ging Hana auf die Suche nach Nahrung und Vorräten, kehrte aber nie zurück.
Um den Bergschrein zu erreichen, versucht Kena, dem mächtigen maskierten Geist zu helfen (der sich als der ehemalige Dorfvorsteher Toshi entpuppt) aber seine Verderbnis überwältigt sie. Kena findet Relikte aus Toshis Vergangenheit in der Geisterwelt und versucht, ihn von seiner Verderbnis zu befreien, aber er überwältigt sie erneut und übernimmt die Kontrolle über die Fäulniswesen. Kena holt sich die Fäule zurück und besiegt die Kreatur. Kena sagt Toshi, er solle sich selbst verzeihen, und seine Geister ziehen weiter.
Kena verabschiedet sich von den Fäulniswesen, die sich als Fragmente des Fäulnisgottes entpuppen. Die Fäule vereinen sich, um den Geist des Fäulnisgottes wiederherzustellen, während Kena am Bergschrein meditiert.

## Gameplay
Der Spieler übernimmt die Rolle der Heldin Kena, das anfangs verlassene Dorf dient dabei als der zentrale Ort (ein sogenannter „Hub“), von dem aus die Fantasy-Welt erkundet wird. Die Spielwelt ist nicht vollständig offen, der Spieler folgt einem linearen Weg, kann aber alternative Routen entdecken. Die Protagonistin wird aus der  Third-Person-Perspektive gesteuert und der Spieler kann klettern und springen. Im Kampf gegen die Verderbnis, welche den Wald befallen hat, werden leichte sowie schwere Attacken mit einem Zauberstab, Pfeil und Bogen oder Bomben ausgeführt. Neben körperlichen Angriffen verfügt die Protagonistin auch über magische Fähigkeiten, so können beispielsweise zur Unterstützung ein Drache beschworen, blockierte Pfade von der Plage befreit oder Seelen gerettet werden. Gerettete Seelen bevölkern dann das Dorf und eröffnen neue Möglichkeiten zur Interaktion mit der Spielwelt. Um neue Areale betreten zu können, ist es zudem notwendig Umgebungspuzzles zu lösen.

### Die Fäulnis
Bei der Fäulnis (englisch: Rot)  handelt es sich um Waldgeister, kleine Kreaturen, die verrottendes Material zersetzen und so Platz für neues Leben schaffen. Kena kann diese  Wesen aufspüren und mit ihnen kommunizieren. Bis zu 100 Fäulnis-Kreaturen können in der Umgebung versteckt gefunden und im Kampf als Verstärkung oder zur Ablenkung von Gegnern eingesetzt werden. Dabei verhalten sich die Wesen zu Beginn eines Kampfes ängstlich und verstecken sich, je mehr Treffer aber Kena landet, desto mutiger werden sie und beginnen, den Spieler zu unterstützen. Die Kreaturen können in dem Spiel nicht sterben und stehen immer wieder zur Verfügung. Durch das Sammeln von Juwelen und Karma werden weitere Fähigkeiten der Fäulnis freigeschaltet. Beispielsweise wird mit dem Fäulnispfeil die Kraft des Schusses verstärkt oder mit dem Fäulnishammer der Schwung von Kenas Stab verstärkt. Weitere Fähigkeiten sind Wirbelangriff, Schmetterangriff und die Waldträne, bei der sich die Fäulnis-Kreaturen in Gestalt einer Wolke verbinden, mit der Hindernisse überwunden werden.

## Entwicklung
Kena: Bridge of Spirits wurde von Ember Lab entwickelt, einem unabhängigen Studio mit Sitz in Los Angeles. Das 2009 von den Brüdern Mike und Josh Grier gegründete Studio hat bereits an mehreren animierten Werbespots und Markenspielen gearbeitet und 2016 einen viralen Kurzfilm mit dem Titel Terrible Fate veröffentlicht, der auf The Legend of Zelda: Majora's Mask basiert. Nach der Veröffentlichung von Terrible Fate sah das Entwicklerteam in der Entwicklung eines Videospiels den „natürlichen nächsten Schritt“.  Als sie mit der Entwicklung der Geschichte für Kena: Bridge of Spirits begannen, zog Ember Lab einen Animationsfilm oder eine Serie in Erwägung; als sie die Rot kreierten, wurde ihnen klar, dass ein Videospiel besser geeignet wäre, da die Kreaturen eine Verbindung zwischen Gameplay und Erzählung herstellten.
Zusammen mit einem kleinen Team nutzte Mike seine Programmiererfahrung, um über mehrere Jahre hinweg einen Prototyp zu entwickeln, bevor er Mitarbeiter mit umfassenderer Entwicklungserfahrung einstellte. Nachdem der Prototyp fertiggestellt war, begann das Team im März 2017 mit Unterstützung von Branchenveteranin Tina Kowalewski, sich bei potenziellen Publishing-Partnern zu bewerben. Es stellte sich heraus, dass mehrere Publisher mit ihrer Arbeit an Terrible Fate vertraut waren. Im Oktober 2017 unterzeichnete Ember Lab einen konsolenexklusiven Vertrag mit Sony Interactive Entertainment. Das Team wuchs auf 15 Mitarbeiter an, wobei zusätzliche Hilfe an andere Studios ausgelagert wurde. Mike Grier kümmerte sich um die kreativen Elemente des Studios, während Josh sich um die geschäftliche und verwaltungstechnische Seite kümmerte.
Im Oktober 2020 behauptete der ehemalige Designer Brandon Popovich, Ember Lab habe ihn nicht vollständig für seine Arbeit am Spiel entschädigt und Zusagen bezüglich einer Beteiligung und einer Beförderung nicht eingehalten; eine anonyme Quelle erhob ähnliche Vorwürfe und beschuldigte das Unternehmen unbezahlter Überstunden und nicht eingehaltener Versprechen einer Vollzeitstelle. Ember Lab antwortete daraufhin, dass es Aufzeichnungen über alle bezahlten Rechnungen habe und leugnete jegliche Versprechungen bezüglich einer Beteiligung oder Beförderung.
Für die künstlerische Gestaltung des Spiels arbeitete Ember Lab mit dem vietnamesischen Animationsstudio Sparx zusammen. Das Team besuchte das Studio in Vietnam zu Beginn der Entwicklung, um einen reibungslosen Ablauf zu gewährleisten. Der leitende Environment Artist Julian Vermeulen, der 2016 mit Mike Grier am ursprünglichen Prototyp gearbeitet hatte, arbeitete mit beiden Studios zusammen. Ein früher Prototyp verwendete die Unity-Spielengine, wechselte aber später zur Unreal Engine 4. Der Großteil der Entwicklung fand auf der PlayStation 4 statt;  das Team war sich nicht sicher, ob es ein Entwicklungskit für die PlayStation 5 erhalten würde, aber Sony stimmte schließlich zu. Das Team wollte ein „reichhaltiges Erlebnis“ schaffen, das an einem Wochenende durchgespielt werden könnte. Die fiktive Welt des Spiels ist von verschiedenen östlichen Schauplätzen inspiriert, darunter Japan und Bali. Die Symbole im Spiel sind von japanischen und südostasiatischen Kulturen inspiriert. Der Kampfdesigner James Beck, der das Projekt als Animator und Lighting/Shading Artist begann, bevor er zum Kampf überging, stellte fest, dass die gleichzeitige Arbeit an Charakteranimationen und Feindverhalten zu einer nahtloseren Integration führte.
Vic Kun, der leitende Charakterdesigner, entwarf Kenas Aussehen so, dass es zur Welt passte, aber dennoch herausstach. Ursprünglich hatte Kena einen langen Umhang, dessen Animation jedoch als zu störend empfunden wurde und der durch einen Schal ersetzt wurde. Kun wollte, dass sich ihre Kleidung asymmetrisch, handgefertigt und praktisch anfühlt. Das ursprüngliche 3D-Prototypmodell von Kena wurde von Rodrigo Gonçalves erstellt, der das Echtzeit-Rendering an Details wie dem Haar der Figur verfeinerte. Für Kenas Haare entdeckte das Team eine Mischung aus fester Geometrie (für effektive Beleuchtung und definierte Formen) und Alpha-Ebenen (für individuelle Haardetails). Ähnlich wurde mit Kenas Kleidung und Stab verfahren, die die Tradition und Hingabe der Figur widerspiegeln sollen. Das Team erstellte eine digitale Bibliothek für Kenas Gesichtsausdrücke, Haare und Hände, die eine schnelle Methode zur Auswahl verschiedener Posen ermöglichte und die Verfeinerung und Konsistenz der Figur sicherstellte.
Kena ist ein junges asiatisches Mädchen. Josh Grier sagte, das Team habe „immer einen einzigartigen Hauptcharakter geplant, den die Spieler noch nicht gesehen haben“. Dewa Ayu Dewi Larassanti, die Kena ihre Stimme leiht, wurde ursprünglich durch ihre Eltern in das Projekt involviert, die das balinesische Ensemble Gamelan Çudamani gründeten und mit Ember Lab an der Filmmusik des Spiels arbeiteten; Larassanti wirkte bei einigen der Lieder mit. Larassanti wurde für die Rolle ausgewählt, weil sie sowohl mit der balinesischen als auch mit der amerikanischen Kultur verbunden ist, da sie als Kind häufig zwischen den beiden Ländern hin- und hergereist ist. Sie fand, dass die Themen des Spiels mit ihren Lebenserfahrungen in Bali übereinstimmten, und nutzte ihr Wissen über die balinesische Kultur, das sie von ihrem Vater erhalten hatte, um Kena zu interpretieren; zum Beispiel sprach sie in einem weicheren und förmlicheren Ton, wenn sie mit ihren Ältesten interagierte. Ebenso behandelte sie die Rot so, wie die Balinesen die Sesuhunan behandeln, die heiligen Geister, die sie oft um Segen und Schutz bitten.
Die Originalmusik des Spiels wurde von Jason Gallaty komponiert.

## Rezeption
Kena: Bridge of Spirits wurde von nationalen und internationalen Medien mit guten  Wertungen bedacht. So erreichte das Spiel in der Version für PlayStation 5 auf der Seite für Wertungsaggregation Metacritic einen Durchschnitt von 85/100.

„Dass Kena: Bridge of Spirits wunderschön wird, war wohl schon seit dem ersten Trailer klar. Ein bisschen Angst hatte ich, dass das Spiel sich nur über die niedlichen Rott definieren würde und mir an jeder Ecke aufdrücken würde, wie süß die kleinen Kerlchen doch sind. Diese Sorge hat sich zum Glück nicht bestätigt. Gut, okay, ich bin den Rott definitiv verfallen und komme nicht umher, so viele süße Hüte wie möglich für sie zu finden (es gibt einen Einhornhut!!), aber in Kena steckt zum Glück mehr als nur schicke Animation und süße Merch-taugliche Waldgeister.“

„Kena: Bridge of Spirits erfindet das Rad nicht neu. Aber das, was es tut, präsentiert es auf eine enorm kompetent umgesetzte Art. Allein schon audiovisuell ist es ein bezauberndes Erlebnis und ein Grund, es sich wenigstens einmal anzuschauen. Gegen Ende hin wirkt das Spiel ein wenig gehetzt, aber das trübt das Vergnügen nur unwesentlich. Die Kämpfe funktionieren prima, das Erkunden macht Spaß und es ist nicht das längste Spiel. Ja, für mich ist das im Jahr 2021 de facto ein Pluspunkt, wenn mich ein Spiel vielleicht "nur" ein Wochenende oder eine Woche lang beschäftigt. Lieber kurz und knackig als ausufernd und irgendwann langweilig.“

„Kena hat mich clever an der Nase herumgeführt. Was auf den ersten Blick wie ein niedliches und locker leichtes Spiel für zwischendurch wirkt, entpuppt sich beim Spielen als echte Herausforderung. Bei dem ein oder anderen Bossgegner habe ich mir echt die Zähne ausgebissen. Dauerhafter Frust wie in Dark Souls kam aber nie auf. Kenas größte Stärke ist neben dem fordernden Kampfsystem aber vor allem die wunderschöne Spielwelt, die nicht nur niedlich ist, sondern auch eine Tiefe aufweist, die ebenfalls auf den ersten Blick nicht sichtbar ist. Hinter den lustigen Rott und der hübschen Landschaft verbirgt sich eine Melancholie und Verzweiflung, die mich sofort in ihren Bann gezogen hat.“

## Auszeichnungen
Game Audio Network Guild Awards - Best Main Theme
The Game Awards - Best Debut Indie Game und Best Indie Game
SXSW Gaming Awards - Indie Game of the Year
NAVGTR Awards - Original Light Mix Score/New IP
Sovas Voice Arts Awards - Outstanding Video Game Character, Best Voiceover